# Chomiakowo (obwód wołogodzki)
Chomiakowo (ros. Хомяково) – wieś w Rosji, w rejonie wołogodzkim obwodu wołogodzkiego. W 2010 r. liczyła 18 mieszkańców.